# Hersilia arborea
Hersilia arborea är en spindelart som beskrevs av Lawrence 1928. Hersilia arborea ingår i släktet Hersilia och familjen Hersiliidae. Inga underarter finns listade i Catalogue of Life.